# Brédoire
Pour les articles homonymes, voir Brédoire (homonymie).
La Brédoire est un ruisseau français et un affluent de la Boutonne, donc un sous-affluent de la Charente. Elle arrose le département de la Charente-Maritime, dans la région Nouvelle-Aquitaine.

## Géographie
- Sa longueur est de 14,3 km[1]. Il prend source au sud de la forêt domaniale d'Aulnay.

Au nord-est d'Aulnay, il suit le parcours du GR de pays de la Sylve d'Argenson.

## Affluent
- La Brédoire n'a qu'un affluent, en rive droite, le Palud 5,9 km sur les deux communes d'Aulnay-de-Saintonge et Saint-Mandé-sur-Brédoire[2].

## Communes et cantons traversés
- Ce ruisseau traverse trois communes : Saint-Mandé-sur-Brédoire, Aulnay-de-Saintonge et Nuaillé-sur-Boutonne
- Et un seul canton, le canton d'Aulnay dans le seul arrondissement de Saint-Jean-d'Angély.

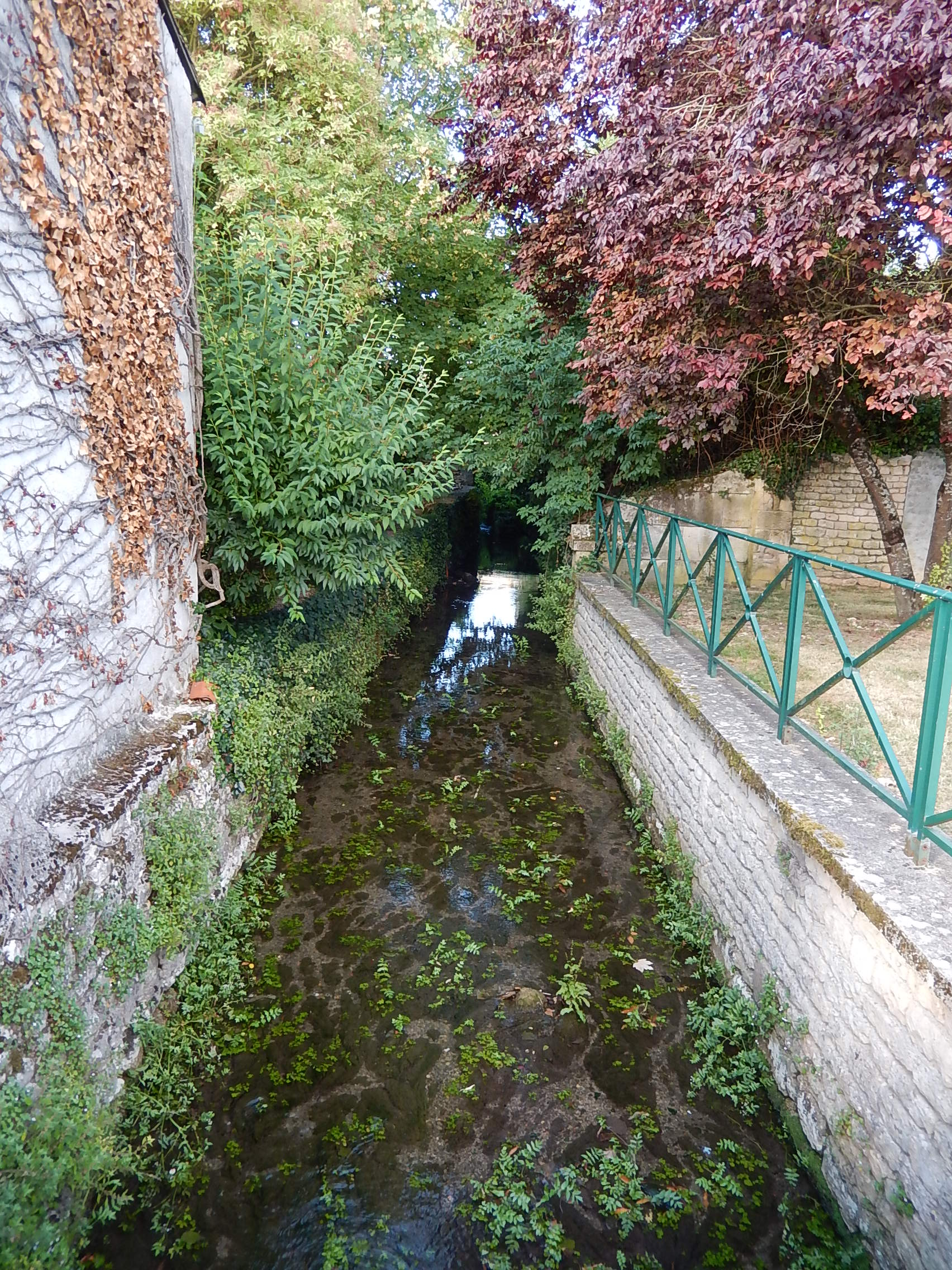
La Brédoire vue de la rue des Portes, à Aulnay.
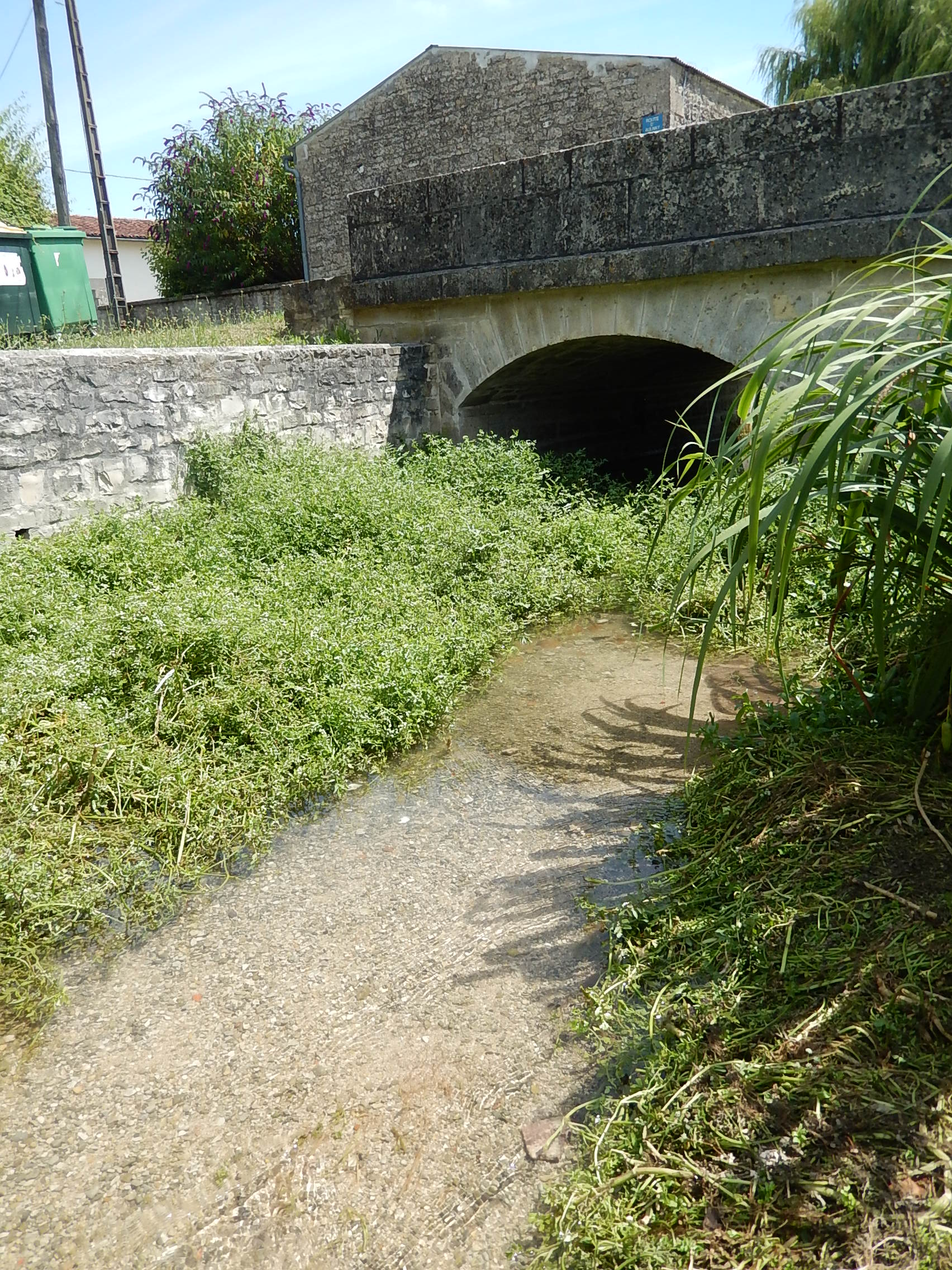
La Brédoire à la Cressonnière (commune d'Aulnay).